# Santa Mónica (Uruguai)
Santa Mónica és una antiga localitat del departament de San José, al sud de l'Uruguai, la qual forma part des del 2006 de la Ciudad del Plata. La ruta nacional 1 connecta Santa Mónica amb Montevideo. Limita amb Playa Pascual al sud-oest. Tots dos municipis, al costat d'altres poblacions properes, van ser integrats el 2006 a la Ciudad del Plata.

## Població
Segons les dades del cens de 2004, Santa Mónica tenia una població aproximada de 2.561 habitants.